# Hypofysepoortader
De hypofysepoortaders of venae portales hypophysiales zijn de aders die zuurstofarm maar hormoonrijk bloed van de hypothalamus naar de hypofyse voeren.